# Jiddischismus
Der Jiddischismus ist eine jüdische Bewegung, die den Wert des Jiddischen als Sprache der osteuropäischen Juden beziehungsweise deren Nachfahren in Übersee herausstellt.

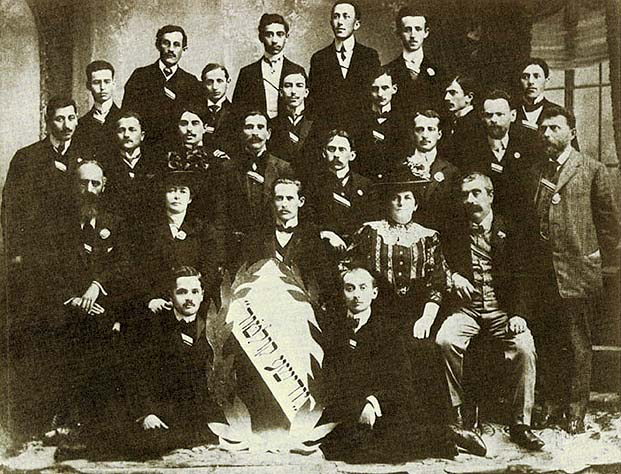
Teilnehmer der Konferenz für die jiddische Sprache (Czernowitz, 1908)

## Allgemeines
Es gibt verschiedene Arten von „Jiddischisten“.
Historisch gesehen wurden Jiddischisten mit linken politischen Ideologien in Verbindung gebracht, insbesondere mit dem Bundismus, der auf den Allgemeinen Jüdischen Arbeiterbund (Bund) in Russland zurückgeht. Daneben gab es aber auch fromme Jiddischisten. Die damalige jiddischistische Bewegung stand in einem Gegensatz zum Zionismus und dessen sprachlicher Option für das Hebräische.
Die heutigen Jiddischisten sind insbesondere in verschiedenen kulturellen Sparten besonders in den Vereinigten Staaten von Amerika und in Israel aktiv. Das Verhältnis zum Zionismus spielt keine bestimmende Rolle mehr.

## Geschichte

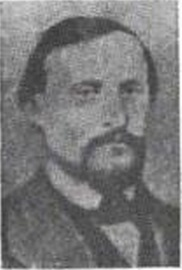
Joshua Mordechai Lifshitz (1828–1878), der Vater der jiddischen Lexikographie

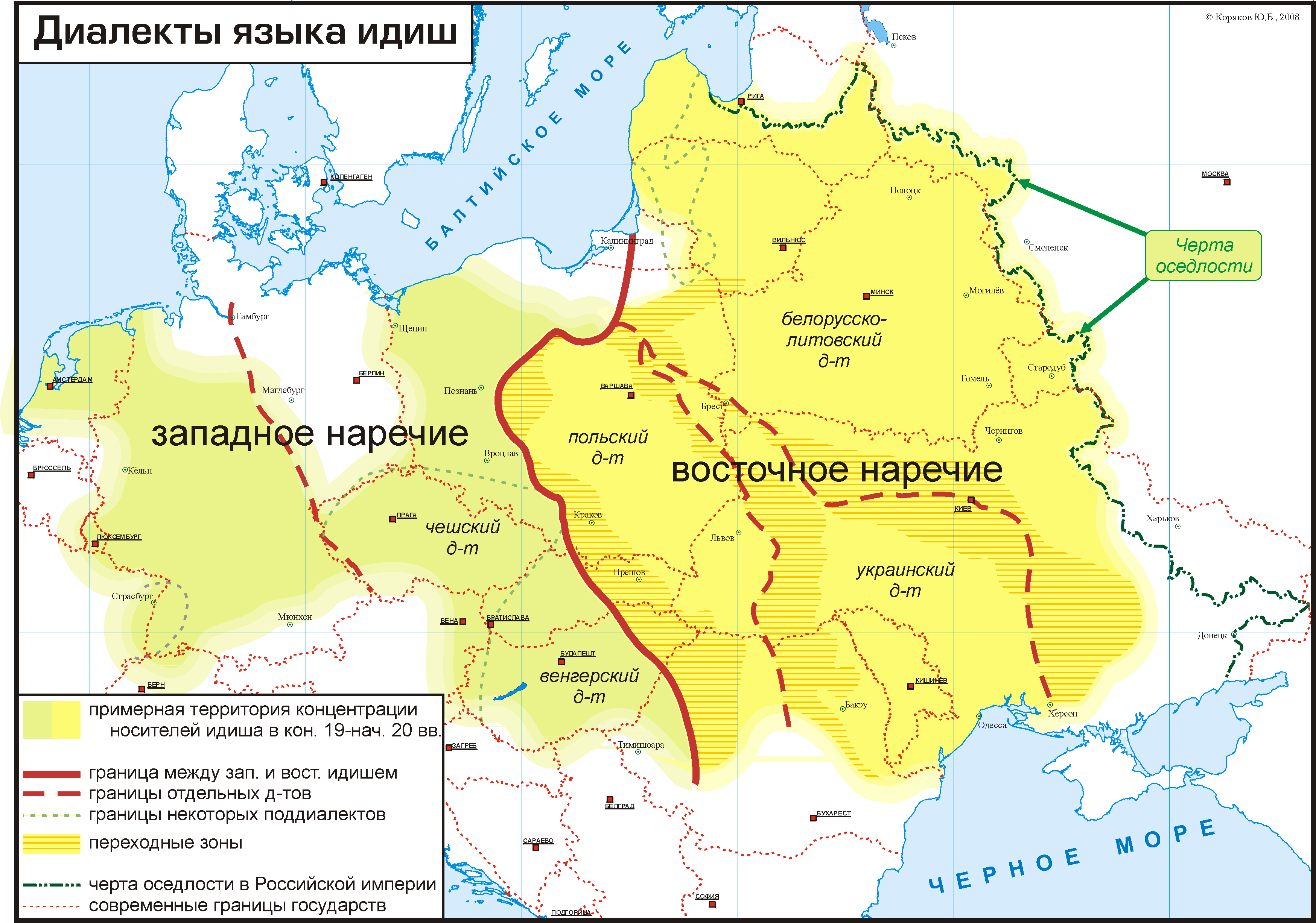
Frühere Verbreitung jiddischer Dialekte, gelb Ostjiddisch mit den Dialekten Nordost- (litauisch-weißrussisches), Südost- (ukrainisches) und Zentraljiddisch (polnisches Jiddisch), grün Westjiddisch mit eigentlichem Westjiddisch im Westen und Übergangsjiddisch im Osten. Grün gestrichelte Linie: Grenzen der Unterdialekte Judäo-Elsässisch (im Südwesten), tschechisches und ungarisches Übergangsjiddisch und Kurländer Jiddisch (im Baltikum). Karte des Linguarium-Projektes der Moskauer Lomonossow-Universität (russisch).

Der „Vater“ des Jiddischismus war der jüdische Linguist und Lexikograph Joshua Mordechai Lifshitz (1829–1878). Er sah im Jiddischen keinen Jargon, sondern eine eigene Sprache, und gilt als der erste, der die Sprache Jiddisch nannte und daran arbeitete, die Regeln der Grammatik und Rechtschreibung aufzustellen, die auf dem jiddischen Dialekt seiner Heimat Wolhynien (er wurde in Berditschew geboren) basierten. Lifshitz überzeugte den jungen Maskil Scholem Jankew Abramowitsch (Mendele der Buchhändler), Literatur in jiddischer Sprache zu schreiben. 1861 gewann er den Herausgeber von Ha-Meliz, Alexander Halevi Zederbaum, eine erste moderne jiddische Zeitung mit dem Titel Kol Mevasser zu veröffentlichen.

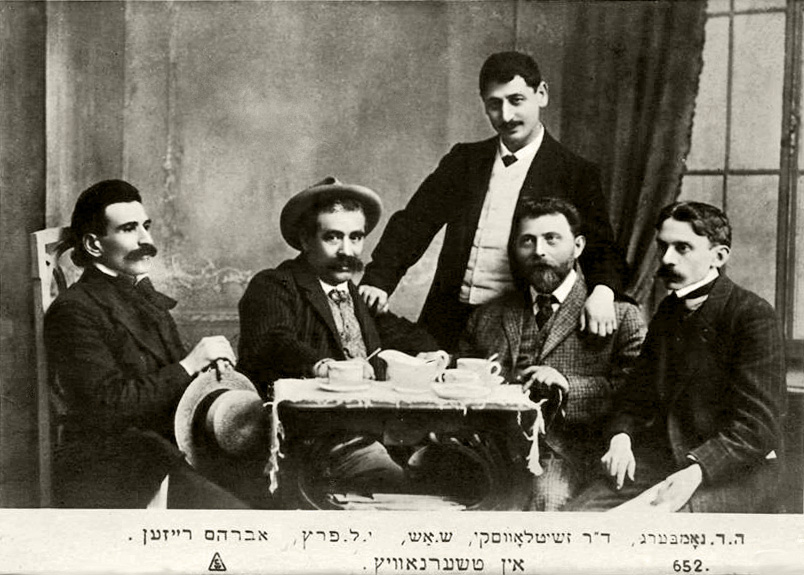
Abraham Reisen; Itzhok Lejb Perez; Schalom Asch; Chaim Schitlowsky und Hirsch David Nomberg 1908 während der Czernowitz-Konferenz (von links)

Chaim Schitlowsky war ein Verfechter der jiddischen Sprache und Kultur und Vizepräsident der Konferenz für die jiddische Sprache von 1908 (im damals österreich-ungarischen Czernowitz in der Bukowina), die Jiddisch zur „Nationalsprache des jüdischen Volkes“ erklärte.
Das oft als „Jerusalem Litauens“ bezeichnete Wilna (polnisch Wilno), das heutige Vilnius und Hauptstadt Litauens, war das traditionelle geistige und intellektuelle Zentrum des jüdischen Denkens im Russischen Kaiserreich, das zu einem einzigartig wichtigen Zentrum der jüdischen Presse wurde. Im Kontext des sich modernisierenden kaiserlichen Russlands in der 2. Hälfte des 19. Jahrhunderts war Wilna ein wichtiges Zentrum der jüdisch-sozialistischen Bewegung, dem Bund, gegen Ende des 19. Jahrhunderts und in den Jahren vor der Revolution von 1905. Die bündische Publizistik entwickelte sich zur Förderin einer jüdischen Kulturideologie, des Jiddischismus.
Das Ende des Konzepts des Jiddischismus sowie nahezu der gesamten jüdischen Kultur in Europa brachte der Zweite Weltkrieg (siehe z. B. die Berichte im Schwarzbuch). Der endgültige Schlag wurde 1952 im Moskauer Prozess gegen die letzten großen Schriftsteller des Jiddischen zugefügt, von denen es vielen gelungen war, den Krieg zu überleben. Auf der Suche nach einer Heimat in Sowjetrussland wurden sie dort vom stalinistischen Regime als Volksfeinde angesehen und hingerichtet. In der politischen Kultur Israels, wo die Verwendung der jiddischen Sprache in der Zwischenkriegszeit und Nachkriegszeit unter anderem vom Bataillon der Verteidiger der [hebräischen] Sprache bekämpft wurde, waren das Echo des Streits und der Widerwillen gegen den Jiddischismus bis vor kurzem stark präsent.

## Persönlichkeiten
- Jizchok Leib Perez (1852–1915)
- Scholem Alejchem (1859–1916)
- Simon Dubnow (1860–1941)
- Nathan Birnbaum (1864–1937)
- Chaim Schitlowsky (1865–1943)
- Mosche Litwakow (1875/80–1939)
- Abraham Reisen (1876–1953)
- Ber Borochov (1881–1917)
- Samuel Niger (1883–1955)
- Matthias Mieses (1885–1945)
- Simon Dimantstein (1886–1938)
- Abraham Golomb (1888–1982)
- Solomon Birnbaum (1891–1989)
- Max Weinreich (1894–1969)
- Uriel Weinreich (1926–1967)
- Mordkhe Schaechter (1927–2007)